# Đại Cổ Nguyên Sinh
Đại Cổ Nguyên Sinh (Paleoproterozoic,  /pælioʊˌproʊtərəˈzoʊɪk/; hoặc Palaeoproterozoic) là đại đầu tiên trong số ba đại của liên đại Nguyên Sinh (Proterozoic), đã diễn ra từ khoảng 2.500 triệu năm trước (Ma) tới khoảng 1.600 Triệu năm trước. Nó khởi đầu khi đại Tân Thái Cổ (Neoarchean) kết thúc. Trong đại này, lần đầu tiên các châu lục được ổn định. Đây cũng là giai đoạn mà các loài vi khuẩn lam tiến hóa. Chúng là loại vi khuẩn có thể sử dụng các phản ứng sinh hóa của quang hợp để sản sinh ra năng lượng và oxy.
Trước khi có sự gia tăng đáng kể của oxy trong khí quyển thì gần như tất cả mọi dạng sự sống đều tồn tại dưới dạng kị khí, nghĩa là quá trình trao đổi chất của sự sống phụ thuộc vào dạng hô hấp tế bào không đòi hỏi cần có oxy. Oxy dạng tự do với lượng lớn là chất độc cho phần lớn vi khuẩn kị khí, và tới thời điểm đó (khoảng giữa kỷ Sideros) thì phần lớn các dạng sự sống kị khí trên Trái Đất bị tiêu diệt. Sự sống duy nhất có khả năng tồn tại là những dạng có khả năng chống lại quá trình oxy hóa cũng như các hiệu ứng độc hại của oxy hoặc những dạng có thể trải qua toàn bộ cuộc đời của chúng trong môi trường giàu oxy tự do. Sự kiện chính này được gọi là thảm họa oxy.
Đại Cổ Nguyên Sinh có thể chia thành 4 kỷ địa chất như sau:
- Kỷ Sideros (Siderian) hay kỷ Thành Thiết: khoảng 2.300-2.500 triệu năm trước
- Kỷ Rhyax (Rhyacian) hay kỷ Tằng Xâm: khoảng 2.050-2.300 triệu năm trước
- Kỷ Orosira (Orosirian) hay kỷ Tạo Sơn: khoảng 1.800-2.050 triệu năm trước
- Kỷ Statheros (Statherian) hay kỷ Cố Kết: khoảng 1.600-1.800 triệu năm trước

Trong thời kỳ của đại này thì các siêu lục địa như Nena và Atlantica (khoảng 2.000 Ma) đã hình thành, để sau đó (~ 1.800 Ma) nhập lại thành siêu lục địa Columbia. Siêu lục địa Columbia bắt đầu tách ra vào cuối đại này.
Đại Cổ Nguyên Sinh kết thúc khi đại Trung Nguyên Sinh (Mesoproterozoic) bắt đầu.